# 曹彥可
曹彦可，元朝亳州人。
当时白莲教起兵乡里，多乡野无赖，目不识丁。攻破亳州，在竿头举布帛，都成群到曹彦可家劫持他，让他写旗子上的口号。曹彦可极力推辞，于是以刀斧逼迫他。曹彦可口唾他们：“我是儒者，知道有君父，宁死岂能为你等写旗！”变民军大怒，于是遇害，年七十岁。其家素来贫穷，又死于战乱，草草埋葬了他的尸体。元军平定变民军后，有司把事情上报，中书于是发给资金用以安葬，赐谥节愍。